# Eccellenza Umbria 1999-2000
Il campionato italiano di calcio di Eccellenza regionale 1999-2000 è il nono organizzato in Italia. Rappresenta il sesto livello del calcio italiano ed il maggiore in ambito regionale.
Questo è il girone unico organizzato dal Comitato Regionale dell'Umbria.

## Squadre partecipanti
| Squadra           | Città (provincia)                   | Stagione 1998-99                                      |
| ----------------- | ----------------------------------- | ----------------------------------------------------- |
| Bastia            | Bastia Umbra (PG)                   | 9° in Eccellenza Umbria                               |
| Campitello        | Terni                               | 11° in Eccellenza Umbria                              |
| Cesi              | Cesi di Terni                       | 2° in Eccellenza Umbria                               |
| Deruta            | Deruta (PG)                         | 6° in Eccellenza Umbria                               |
| Ellera            | Ellera di Corciano (PG)             | 18º nel Campionato Nazionale Dilettanti/E, retrocessa |
| Grifo Sant'Angelo | Sant'Angelo di Celle di Deruta (PG) | 8° in Eccellenza Umbria                               |
| Narnese           | Narni (TR)                          | 16º nel Campionato Nazionale Dilettanti/E, retrocessa |
| Nestor            | Marsciano (PG)                      | 5° in Eccellenza Umbria                               |
| Orvietana         | Orvieto (TR)                        | 17º nel Campionato Nazionale Dilettanti/E, retrocessa |
| Pontevecchio      | Ponte San Giovanni di Perugia       | 3° in Eccellenza Umbria                               |
| Pozzo             | Pozzo di Gualdo Cattaneo (PG)       | 12° in Eccellenza Umbria, salvo dopo spareggio        |
| Ripa              | Ripa di Perugia                     | 4° in Eccellenza Umbria                               |
| San Sisto         | San Sisto di Perugia                | 10° in Eccellenza Umbria                              |
| Spoleto           | Spoleto (PG)                        | 2° in Promozione Umbria, promosso                     |
| Todi              | Todi (PG)                           | 1° in Promozione Umbria, promosso                     |
| Torgiano          | Torgiano (PG)                       | 7° in Eccellenza Umbria                               |

## Classifica finale
|  | Pos. | Squadra           | Pt | G  | V  | N  | P  | GF | GS | DR  |
|  | ---- | ----------------- | -- | -- | -- | -- | -- | -- | -- | --- |
|  | 1.   | Todi              | 58 | 30 | 15 | 13 | 2  | 54 | 23 | +31 |
|  | 2.   | Cesi              | 50 | 30 | 14 | 8  | 8  | 42 | 31 | +11 |
|  | 3.   | Nestor            | 49 | 30 | 12 | 13 | 5  | 40 | 20 | +20 |
|  | 4.   | Bastia            | 45 | 30 | 12 | 9  | 9  | 35 | 26 | +9  |
|  | 5.   | Narnese           | 45 | 30 | 10 | 15 | 5  | 33 | 25 | +8  |
|  | 6.   | Deruta            | 41 | 30 | 10 | 11 | 9  | 39 | 34 | +5  |
|  | 7.   | Ripa              | 40 | 30 | 7  | 19 | 4  | 34 | 27 | +7  |
|  | 8.   | Grifo Sant'Angelo | 39 | 30 | 11 | 6  | 13 | 34 | 37 | -3  |
|  | 9.   | Ellera            | 36 | 30 | 8  | 12 | 10 | 29 | 33 | -4  |
|  | 10.  | Spoleto           | 36 | 30 | 8  | 12 | 10 | 35 | 42 | -7  |
|  | 11.  | Pontevecchio      | 35 | 30 | 6  | 17 | 7  | 21 | 23 | -2  |
|  | 12.  | Orvietana         | 35 | 30 | 9  | 8  | 13 | 29 | 39 | -10 |
|  | 13.  | Pozzo             | 35 | 30 | 9  | 8  | 13 | 27 | 43 | -16 |
|  | 14.  | San Sisto         | 33 | 30 | 7  | 12 | 11 | 30 | 42 | -12 |
|  | 15.  | Torgiano          | 32 | 30 | 6  | 14 | 10 | 25 | 35 | -10 |
|  | 16.  | Campitello        | 18 | 30 | 3  | 9  | 18 | 23 | 50 | -27 |

Legenda:

      Promossa in Serie D 2000-2001.
      Ammessa ai play-off nazionali.
      Retrocessa in Promozione Umbria 2000-2001.
Regolamento:

Tre punti a vittoria, uno a pareggio, zero a sconfitta.
A parità di punteggio valevano gli scontri diretti. In caso di pari merito in zona promozione e/o retrocessione si doveva giocare una gara di spareggio.
Note:

Il Cesi è stato promosso dopo i play off nazionali.